# Gerald Frank Anderson
Gerald Frank Anderson (ur. 24 lutego 1898 w Newcastle, Natal, Południowa Afryka, zm. 23 sierpnia 1983 w Hove) – porucznik Royal Flying Corps, as myśliwski No. 88 Squadron RAF, szachista.
W 1918 roku Gerald Frank Anderson służył w 88 dywizjonie RAF. Latał jako pilot w dywizjonie samolotów dwuosobowych Bristol Fighters. Odniósł trzy zwycięstwa indywidualne oraz 5 wspólnych z różnymi obserwatorami.
Pierwsze zwycięstwo powietrzne odniósł 17 lipca 1918 roku razem z obserwatorem H. R. Grossem. Ostatnie osiem 30 października wraz z obserwatorem C. W. M. Eliottem. W czasie tej walki obaj pilot i obserwator zostali ranni i nie brali więcej udziału w walkach. Anderson został odznaczony Distinguish Flying Cross.